# Calichodes
Calichodes là một chi bướm đêm thuộc họ Geometridae.

## Các loài
- Calichodes difoveata (Wehrli, 1943)
- Calichodes subrugata (Walker, 1862)